# Ян Їржі Бенда
Ян Їржі Бенда (чеськ. Jan Jiří Benda, нім. Johann Georg Benda; хрещений 16 квітня чи 30 серпня 1713, Бенатки над Їзерою — 1752, Потсдам) — чеський композитор, що працював у Німеччині. Був братом Франтішека Бенди, Йозефа Антоніна Бенди та Йозефа Бенди.
Ян Їржі Бенда разом із своїм братом Франтішеком Бендою працював скрипалем у Королівській капелі Дрездена, а з 1740 року — камерним музикантом при дворі Фрідріха II.